# Herman Pečarič
Herman Pečarič, slovenski slikar, * 6. marec 1908, Škofije, † 31. december 1981, Ankaran.
Nad slikarstvom je malega Hermana navdušil avstrijski častnik, slikar, ki je pri družini Pečarič stanoval med prvo svetovno vojno. 
Ljubiteljsko je Pečarič slikal celo mladost, leta 1923 pa je postal trgovski vajenec v Postojni. Leta 1928 se je zaposlil v Miljah pri Trstu, ko pa so v službi od njega zahtevali, da svoj priimek poitalijani, je raje emigriral v Jugoslavijo. Najprej je nekaj časa živel v Ljubljani, nato pa je odšel v Beograd, kjer je nekaj časa delal kot sobar. Nato se je vrnil v Slovenijo, kjer je dobil službo v Mariboru. Leta 1941 je bil v Mariboru aretiran in je drugo svetovno vojno preživel zaprt v nemških zaporih in taboriščih. 
V zaporu se je spoprijateljil s črnogorskim slikarjem Petrom Lubardo. V taborišču je ustvaril okoli 450 risb, skic in slik, vendar se jih je ohranilo le kakšnih 220, kar še vedno velja za največji taboriščni opus na ozemlju bivše Jugoslavije.
Po vojni je odšel v Beograd, kjer je leta 1950 diplomiral na Akademiji likovnih umetnosti. Po diplomi se je vrnil na Primorsko in se naselil v Piranu. Že leta 1952 je pripravil prvo samostojno razstavo v tamkajšnji galeriji. Leta 1955 se je poročil z Marijo Velikonja. Leta 1964 je odšel v Pariz, kjer se je en mesec izpopolnjeval v slikarstvu.
Dve leti po njegovi smrti je njegova žena podpisala s piranskim županom darilno pogodbo, s katero je občini Piran podarila 141 umetniških del svojega pokojnega moža, kar je bila njegova poslednja želja. Ob tem je zahtevala, da jih vsaj 61 uvrstijo v stalno zbirko, kar so tudi storili. Kljub temu je stalna razstava obstajala le tri leta, nato pa so vse slike pospravili na podstrešje galerije. Mestne oblasti so sicer obljubile, da bodo pogodbeno obvezo izpolnile v prihodnosti.
1. 1 2  Istrapedia
2. ↑  Artists of the World Online, Allgemeines Künstlerlexikon Online, AKL Online — B: K. G. Saur Verlag, Verlag Walter de Gruyter, 2009. — ISSN 2750-6088 — doi:10.1515/AKL